# Fern Park
Fern Park es un lugar designado por el censo ubicado en el condado de Seminole en el estado estadounidense de Florida. En el Censo de 2010 tenía una población de 7.704 habitantes y una densidad poblacional de 1.304,05 personas por km².

## Geografía
Fern Park se encuentra ubicado en las coordenadas 28°38′54″N 81°20′44″O / 28.64833, -81.34556. Según la Oficina del Censo de los Estados Unidos, Fern Park tiene una superficie total de 5.91 km², de la cual 5.15 km² corresponden a tierra firme y (12.8%) 0.76 km² es agua.

## Demografía
Según el censo de 2010, había 7.704 personas residiendo en Fern Park. La densidad de población era de 1.304,05 hab./km². De los 7.704 habitantes, Fern Park estaba compuesto por el 83.2% blancos, el 8.16% eran afroamericanos, el 0.55% eran amerindios, el 1.83% eran asiáticos, el 0.01% eran isleños del Pacífico, el 3.8% eran de otras razas y el 2.44% pertenecían a dos o más razas. Del total de la población el 15.98% eran hispanos o latinos de cualquier raza.